# 米科拉伊夫卡 (多夫然斯克區)
48°9′45″N 39°27′56″E / 48.16250°N 39.46556°E
米科拉伊夫卡（烏克蘭語：Миколаївка）是位於烏克蘭東部的村莊，由盧漢斯克州多夫然斯克區的多夫然斯克市鎮負責管轄。該村始建於1953年，面積6平方公里，海拔高度152米，2001年人口53，人口密度每平方公里8.8人。